# Garlate
Garlate – miejscowość i gmina we Włoszech, w regionie Lombardia, w prowincji Lecco.
Według danych na rok 2004 gminę zamieszkiwało 2525 osób, 1262,5 os./km².
W miejscowości znajduje się muzeum jedwabiu mieszczące się w budynku dawnej przędzalni.